# Coccyzus melacoryphus
El cuclillo canela, cuclillo común, cuclillo grisáceo, cuclillo de pico negro, cuclillo piquioscuro, cuco piquioscuro o cuco de pico oscuro (Coccyzus melacoryphus) es una especie de ave en la familia Cuculidae.

## Descripción
Mide en promedio 28,3 cm de longitud. Presenta píleo y lores negruzcos; dorso pardo grisáceo; partes inferiores blancuzcas manchadas de ante a canela o anaranjado; cola blanca y negra.

## Distribución
Se encuentra en Argentina, Bolivia, Brasil, Colombia, Ecuador, Guayana Francesa, Guyana, Paraguay, Perú, Suriname, Trinidad y Tobago, Uruguay y Venezuela. También puede pasar por el norte de Chile en donde se le conoce como cuclillo de pico negro, las Islas Malvinas y Granada.

## Hábitat
Su hábitat natural son los bosques secos tropicales o subtropicales, bosques húmedos subtropicales o tropicales de tierras bajas y bosques antiguos muy degradados.